# Alexander Bernhardsson
Alexander Bernhardsson, född 8 september 1998, är en svensk fotbollsspelare som spelar för Holstein Kiel i Bundesliga.

## Klubbkarriär
Bernhardsson började spela fotboll i Partille IF. Som 12-åring gick han till Jonsereds IF. Bernhardsson gjorde sex mål 18 matcher i Division 3 säsongen 2016. Klubben blev under säsongen nedflyttad till Division 4. Han gjorde tre mål på 16 matcher under säsongen 2017. Inför säsongen 2018 gick Bernhardsson till Division 2-klubben Sävedalens IF. Han gjorde fyra mål på 19 ligamatcher för klubben.
I november 2018 värvades Bernhardsson av Örgryte IS. Bernhardsson gjorde sin Superettan-debut den 15 april 2019 i en 2–0-vinst över IK Frej, där han blev inbytt i den 71:a minuten mot Linus Tornblad och kort därefter även gjorde sitt första mål. I augusti 2019 förlängde Bernhardsson sitt kontrakt i Örgryte fram över säsongen 2021.
Den 20 december 2019 värvades Bernhardsson av IF Elfsborg, där han skrev på ett femårskontrakt. Bernhardsson spelade inga ligamatcher under säsongen 2020 på grund av två knäskador. Den 12 maj 2021 gjorde Bernhardsson allsvensk debut i en 2–0-vinst över IK Sirius, där han blev inbytt mot Jeppe Okkels i den 72:a minuten och kort därefter även gjorde sitt första allsvenska mål.
Den 22 januari 2024 värvades Bernhardsson av dåvarande 2. Bundesliga-klubben Holstein Kiel, där han skrev på ett 3,5-årskontrakt. Under säsongen 2024/25 spelade klubben i Bundesliga där Bernhardsson gjorde Holsteins första Bundesligamål i historien.

## Landslagskarriär
Bernhardsson debuterade för Sveriges landslag den 9 januari 2023 i januariturnéns första match mot Finland.